# 小笠原一郎

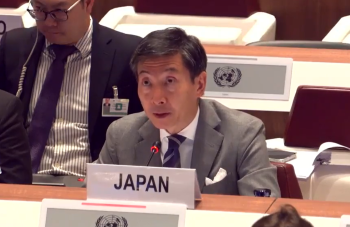
クラスター弾に関する条約第10回締約国会議にて。2023年9月。

小笠原 一郎（おがさわら いちろう）は、日本の外交官。軍縮会議日本政府代表部特命全権大使。

## 経歴・人物
1983年国際基督教大学教養学部社会科学科卒業、外務省入省。2000年在インド日本国大使館参事官。2001年大臣官房国内広報課長。2003年総合外交政策局軍備管理軍縮課長。2005年内閣官房内閣参事官。2008年在ウィーン国際機関日本政府代表部公使。2011年軍縮不拡散・科学部長特別補佐官。2012年原子力安全福島閣僚会議準備事務局長・大使。2012年大臣官房参事官（国会担当）。2014年大臣官房審議官（国会担当）。2014年在フランス日本国大使館公使、博覧会国際事務局総会日本政府代表。2016年から駐マダガスカル兼コモロ兼モーリシャス特命全権大使を務め、越川和彦国際協力機構副理事長らとともに、マダガスカルで発生したサイクロン被害に対する緊急援助物資引き渡しにあたるなどした。2019年軍縮会議日本政府代表部特命全権大使。2023年12月、依願免職。

## 論文等
1996年 国際法委員会の国際刑事裁判所規程について-管轄権の調整の問題を中心に世界法年報 掲載。
2004年 大量破壊兵器の拡散と日本の政策(焦点:大量破壊兵器の規制と課題) 国際問題 2004年4 月号。
2012年  IAEAにおける核燃料供給保証の新たなメカニズム  エネルギー・資源 2012年1月号。

## 同期
- 相川一俊（23年EU大使・20年イラン大使）
- 相星孝一（21年韓国大使・18年イスラエル大使・14年ASEAN大使）
- 尾池厚之（23年ジュネーブ代表部大使・20年ユネスコ大使）
- 奥山爾朗（22年ヨルダン大使）
- 片山和之（23年日本台湾交流協会台北事務所長・20年ペルー大使）
- 金杉憲治（23年中国大使）
- 杵渕正巳（22年ボスニアヘルツェゴビナ大使・20年東ティモール大使）
- 木村元（20年モザンビーク大使）
- 新美潤（22年OECD大使）
- 丸山則夫（22年アイルランド大使）
- 水内龍太（22年オーストリア大使・20年ザンビア大使）
- 水鳥真美（18年国連事務総長特別代表）
- 道上尚史（23年ブルガリア大使・21年ミクロネシア連邦大使）
- 南博（22年オランダ大使）
- 宮原信孝（18年笹川平和財団研究員）
- 村林弘文（21年在ヒューストン日本国総領事）
- 森健良（21年外務事務次官）
- 山﨑和之（23年国連大使）
- 山田滝雄（20年ベトナム大使・17年ユネスコ大使・10年ASEAN大使）
- 山本広行（23年ベラルーシ大使・20年トルクメニスタン大使）
- 和田充広（21年パキスタン大使）